# Thomas Julin
Rolf Thomas Julin, född 9 september 1942 i Luleå, Norrbottens län, är en svensk tullmästare och politiker (miljöpartist), som var riksdagsledamot 1994–2002 för Gävleborgs läns valkrets.